# Slavomil Ctibor Daněk
Slavomil Ctibor Daněk (5. října 1885 v Uherském Hradišti – 23. února 1946 Libštát) byl evangelický duchovní, teolog a vysokoškolský pedagog.

## Životopis

### Studia
Do obecné školy chodil v Lounech a maturoval na olomouckém gymnáziu. V letech 1904 – 1906 studoval teologii v Basileji, kde patřil mezi jeho učitele především Bernhard Duhm. Ten jej také jako přední reprezentant Wellhausenovy historicko-kritické školy pravděpodobně inspiroval k zaměření na studium Starého zákona. Jeho fotografie také stála na Daňkově pracovním stole. Daněk musel absolvovat jako každý český bohoslovec ve Vídni (1906 – 1907). Vídeňským starozákoníkem byl v té době Ernst Sellin.

### Kazatelské působení
Dne 22. května 1908 vykonal S. C. Daněk zkoušku (examen pro candidatura) opravňující jej k vyučování na středních školách Rakousko-Uherska a stal se kandidátem evangelické teologie h.v. Vikářskou zkoušku Examen pro ministerio složil 20. října 1908 v Brně. V listopadu téhož roku se stal vikářem čáslavského faráře Františka Kozáka. Čáslavským vikářem byl mezi lety 1908 a 1909. Následujícího roku nastoupil v reformovaném sboru v podkrkonošském Libštátě a 23. dubna 1914 zde byl potvrzen jako farář. Daňkova žena popisuje velmi poutavě ve svých vzpomínkách léta strávená v Podkrkonoší, jmenuje návštěvníky fary, členy sboru i místa, kam S. C. Daněk vyrážel na návštěvy, do kazatelských stanic či vyučovat náboženství. K libštátskému sboru H. V. patřila totiž i Stará a Nová Paka, Lomnice nad Popelkou, Jičín, Turnov, Liberec a Jablonec nad Nisou. Protože v té době bylo nádraží až v Košťálově, většinu cest absolvoval Daněk na kole.

### Studium filozofie
V roce 1910 se S. C. Daněk rozhodl pokračovat ve studiu, tentokrát však již v Čechách, na pražské filozofické fakultě. V té době studoval u profesorů (podle jeho indexu) Drtiny, Čády, Masaryka, Krejčího, Peroutky. Taktéž zde přednášeli R. Dvořák (arabština), J. Bidlo, R. Růžička (aramejština, semitská epigrafika, klasická arabština), J. Zubatý, F. Groh, Novák, Vysoký, Janko a jiní. Rigorózní zkoušku složil roku 1917, a to z filozofie a jazyků semitských a islámských. Téhož roku Rudolf Dvořák a Josef Zubatý schválili jeho dizertaci Posvátné stromy ve Starém zákoně. Jako doktor filozofie promoval 28. června 1917.

### Obdobíprvní republiky
Na podzim roku 1918 vznikla samostatná Československá republika, následujícího roku byla 8. dubna založena Husova čs. evangelická fakulta bohoslovecká v Praze. V jejím prvním přednáškovém roce přednášel Starý zákon Bedřich Hrozný. V roce 1920 předložil S. C. Daněk jako svůj habilitační spis – práci El-šaddaj (studie k historii lokálního kultu hebrejského) a byl pak na fakultu uveden svým bývalým učitelem ve Vídni a prvním pražským děkanem G. A. Skalským, aby se ujal vyučování Starého zákona, filologie a hebrejštiny. 21. srpna byl povolán dekretem prezidenta republiky za mimořádného profesora pro studium Starého zákona. 3. dubna 1921 rezignoval na své farářské místo v Libštátě a odstěhoval se natrvalo do Prahy. Řádným profesorem pro biblické studium Starého zákona byl S. C. Daněk od srpna 1928. Dvakrát byl povolán do děkanského úřadu. Poprvé 12. prosince 1929 a podruhé 10. prosince 1936. V obou inauguračních přednáškách představil podstatné aspekty své práce. První přednáška se zabývala Předlohami apokryfů Kralických a druhá nesla název Verbum a fakta Starého Zákona.

### Obdobídruhé světové války
Po okupaci a studentských demonstracích 17. listopadu 1939 byla se všemi vysokými školami v protektorátu uzavřena i evangelická teologie. Tím byla přerušena Daňkova akademická činnost. Jako profesor nesměl veřejně působit, proto se nemohl ani podílet na částečně ilegálním vzdělávání českobratrských bohoslovců při Synodní radě ČCE. Daněk ani v tomto období nepřestal pracovat. Jeho důraz se opět přesunul plně do církve. Díky jeho úsilí také vznikl Martinský kruh, ve kterém se scházeli bývalí žáci, přátelé a nemálo laických zájemců. Daněk zde vedl řadu biblických výkladů Písma, z nichž je zachován alespoň jím uspořádaný výklad Prvního listu Petrova. Učil tu laiky pracovat s biblickým textem, číst v Písmu, hledat v něm i jej vykládat. Několikrát byl kvůli těmto svým aktivitám předvolán na gestapo. V průběhu války také ještě rozšířil již předtím bohatou korespondenci a písemnou diskusi a dal tak vzniknout církevní a teologické korespondenci Zvěst. Sám se stal jejím pečlivým koordinátorem.
Byl pochován v Libštátě.
Mezi jeho přední žáky patří např. Jan Heller či Pavel Filipi.

## Dílo
- Krise kritiky (1935) – tři filologické vykřičníky [3]
- 3 listy poslům (1940) – sedm kázání sborových v Libštátě u Semil v zimě (1919) [4]
- Solí ozdobená (1948) – dvě esejě zvěstovatelské [5]
- Dobové pozadí Starého zákona (1951) [6]